# Simone Vautier
Simone Vautier, nacida el 12 de agosto de 1908 en París y fallecida el 15 de abril de 1971, fue una botánica, profesora, taxónoma, conservadora, y exploradora franco-suiza.
Desarrolló actividades académicas y científicas, sobre botánica, plantas cultivadas y morfología de especies de la familia poligonáceas, en el Laboratorio de botánica, de la Universidad de Ginebra.

## Carrera
En 1949, defendió su disertación de tesis por la Universidad de Ginebra.

## Algunas publicaciones
- simone Vautier. 1949. La vascularisation florale chez les Polygonacées. Candollea 12: [219]- 343

- -----------------, jean Juge. 1953. Plantes récoltées par M. Juge au Tassili des Ajjers (Sahara). Candollea 14: [257]-270

- -----------------. 1959. Résultats des expéditions scientifiques genevoises au Népal en 1952 et 1954 : partie botanique : 14, Labiatae. Candollea 42

### Libros
- guy Roberty, simone Vautier. 1964. Les Genres de Polygonacées. Les Genres de Convolvulacées. Boissiera 10: 7-128, Conservatoire et Jardin botaniques, Ginebra, & Orstom, París (ISBN: 2-827-70025-5).

## Honores

### Membresías
- de la Société Botanique de France[6]

- La abreviatura «Vautier» se emplea para indicar a Simone Vautier como autoridad en la descripción y clasificación científica de los vegetales.[7]